# Поль Еміль Аппель
Поль Еміль Аппель (фр. Appell Paul Émile; 27 серпня 1855, Страсбург Франція — 24 жовтня 1930, Париж, Франція) — французький математик і механік, ректор Сорбонни, член Французької АН (1892), багато років був її президентом.

## Життєпис
Поль Еміль Аппель народився у Страсбурзі в родині Жана-П'єра Аппеля та Елізабет Мюллер. Після захоплена німцями Страсбурга, Аппеля переїхав до Нансі, щоб підготуватися до навчання у Парижі.
Закінчив у 1876 Вищу нормальну школу у Парижі. З 1885 — професор раціональної механіки кафедри механіки Сорбонни (Паризький університет). У 1892 році Аппель був обраний до Французької академії наук. На посаді декана Паризького університету з 1903 по 1920, а з 1920 по 1925 — його ректор.
Член-кореспондент Санкт-Петербурзької АН (1911), почесний член Російської АН (1925).
Основні його дослідження присвячені теорії аналітичних функцій та механіки. Вніс вклад у розвиток алгебраїчних функцій та теорії потенціалу. Одним з перших започаткував вивчення гіпергеометричних та еліптичних функцій двох й більшого числа змінних. Розвинув теорію алгебраїчних функцій і теорію потенціалу. Ввів поліноми, що носять нині його ім'я, поліномів Аппеля. Вивів звичайні диференціальні рівняння, тепер — рівняння Аппеля, які описують рух як голономних так і не голономнихсистем (найбільш загальні рівняння руху механічних систем).
Автор низки важливих праць в галузі неголономної механіки, у тому числі «Трактату раціональної механіки».
Йому належить 140 робіт з аналізу, 30 — з геометрії та 87 — з механіки, а також багато підручників.